# Adolfo César de Pina
Adolfo César de Pina (Funchal, 21 de março de 1865 — Lisboa, 18 de dezembro de 1943) foi um oficial general do Exército Português que, entre outras funções de relevo, foi Ministro do Comércio e Comunicações no 1.º governo da ditadura militar, em funções de 5 a 11 de junho de 1926.

## Biografia
Nasceu na freguesia da Sé da cidade do Funchal, ilha da Madeira, filho de Luís de Pina, alfaiate, e de sua esposa, Carolina Augusta de Pina. Formou-se em engenharia militar na Escola do Exército e seguiu a carreira militar, que terminou como oficial general.
Ministro do Comércio e Comunicações entre 5 e 11 de junho de 1926, durante a Ditadura Nacional, não chegando a ser empossado. Foi comandante-geral da Guarda Nacional Republicana e chefe de gabinete de Pimenta de Castro.
Presidiu a uma comissão técnica, criada em 1927 com o objectivo de estudar um novo plano de linhas férreas a construir.